# Église Saint-Étienne de Floirac
L'église Saint-Étienne est une église située à Floirac, dans le département français de la Charente-Maritime en région Nouvelle-Aquitaine.

## Historique
Ancien prieuré uni au chapitre de Luçon, la nef et le clocher datent du XIIe siècle et le chevet plat du XVe siècle. L'édifice primitif semble avoir été construit à partir des ruines d'une villa gallo-romaine.
Au XIXe siècle, d'importantes restaurations sont effectuées avec les architectes Victor Fontorbe pour les parties hautes (1843-1850) et Eustase Rullier pour la sacristie (1885) et les voûtes de la nef (1898).
L'église est inscrite au titre des monuments historiques par arrêté du 14 novembre 2006.

## Galerie

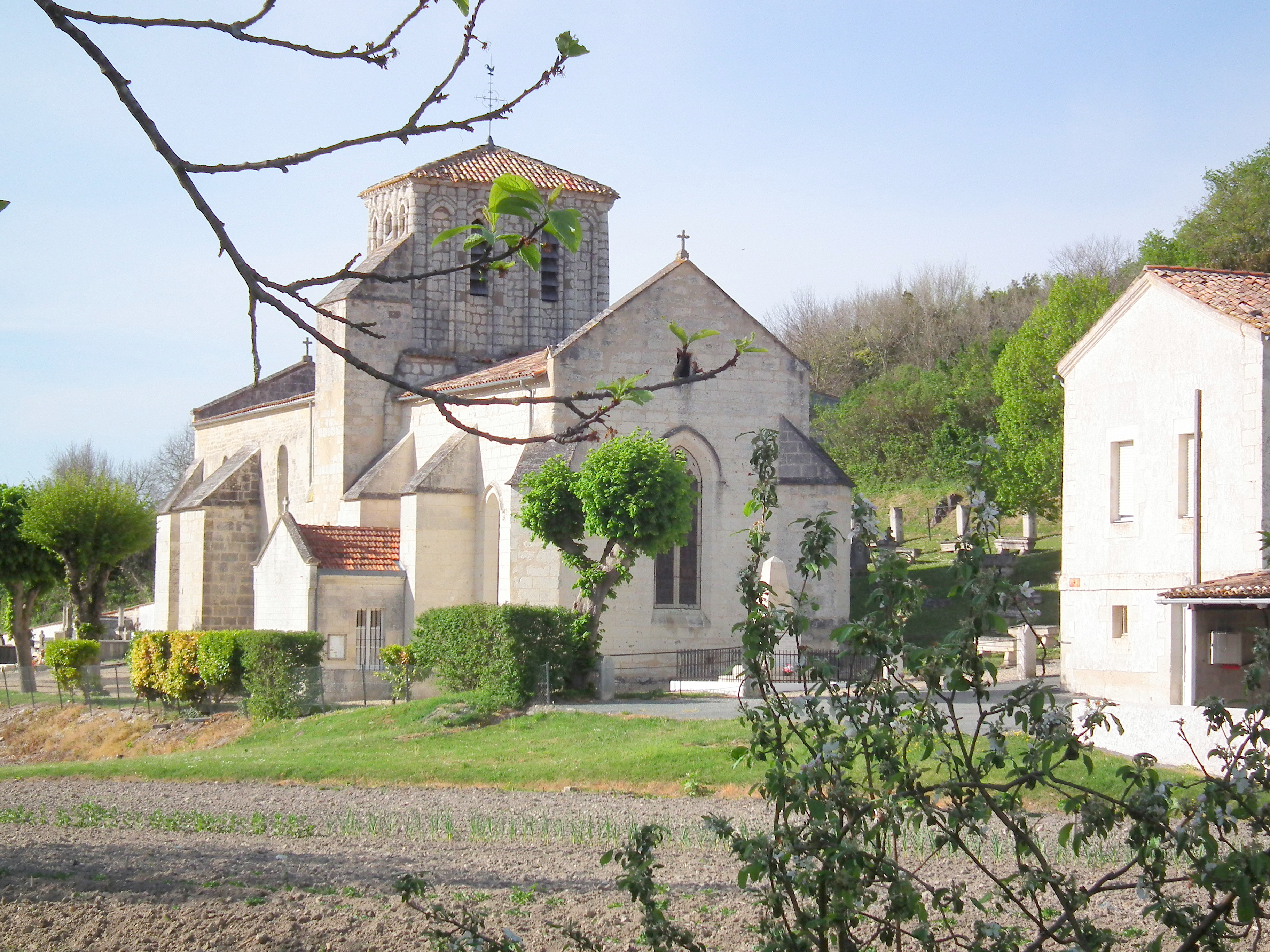